# Nizhnyaya Amburdarya
Nizhnyaya Amburdarya är en ort i Azerbajdzjan.   Den ligger i distriktet Lerik Rayonu, i den södra delen av landet, 230 km sydväst om huvudstaden Baku. Nizhnyaya Amburdarya ligger 1 548 meter över havet och antalet invånare är 539.
Terrängen runt Nizhnyaya Amburdarya är huvudsakligen kuperad. Nizhnyaya Amburdarya ligger nere i en dal. Närmaste större samhälle är Lerik, 14,5 km nordost om Nizhnyaya Amburdarya. 
Trakten runt Nizhnyaya Amburdarya består i huvudsak av gräsmarker. Runt Nizhnyaya Amburdarya är det ganska tätbefolkat, med 60 invånare per kvadratkilometer.